# Release Me 2
Release Me 2 è un album di raccolta della cantante statunitense Barbra Streisand, pubblicato nel 2021.

## Tracce
1. Be Aware – 3:40 (Burt Bacharach, Hal David)
2. You Light Up My Life – 3:38 (Carole King)
3. I'd Want It to Be You (with Willie Nelson) – 4:02 (Steve Dorff, Jay Landers, Bobby Tomberlin)
4. Sweet Forgiveness – 5:12 (Walter Afanasieff, John Bettis)
5. Living Without You – 2:05 (Randy Newman)
6. One Day (A Prayer) – 3:06 (Michel Legrand, Alan Bergman, Marilyn Bergman)
7. Rainbow Connection (with Kermit the Frog, performed by Jim Henson) – 3:23 (Paul Williams, Kenneth Ascher)
8. Right as the Rain – 3:00 (Harold Arlen, E.Y. "Yip" Harburg)
9. If Only You Were Mine (with Barry Gibb) – 2:34 (Barry Gibb, Ashley Gibb, Stephen Gibb)
10. Once You've Been in Love – 3:16 (Legrand, A. Bergman, M. Bergman)

- Traccia Bonus - Edizione Target

1. When the Lovin' Goes Out of the Lovin' – 3:44 (Richard Wold, Bobby Whiteside)

## Classifiche
| Classifica (2021) | Posizione raggiunta |
| ----------------- | ------------------- |
| Australia         | 15                  |
| Regno Unito       | 5                   |
| Spagna            | 28                  |
| Stati Uniti       | 15                  |